# 博克塞
博克塞是德国石勒苏益格－荷尔斯泰因州的一个市镇。总面积5.53平方公里，总人口467人，其中男性235人，女性232人（2011年12月31日），人口密度84人/平方公里。